# Эрла (река)
Эрла (лит. Erla) — река в Литве, в пределах Скуодасского и Кретингского районов Клайпедского уезда. Левый приток реки Бартува. Бассейн Балтийского моря.
Длина — 30 км, площадь бассейна — 107 км².
Берёт своё начало около села Шаукляй.
Основные притоки Ионупис и Алкупис.